# Field Trip
«Field Trip» es el vigésimo primer episodio de la sexta temporada de la serie de televisión de ciencia ficción The X-Files. Se estrenó en la cadena Fox el 9 de mayo de 1999 en los Estados Unidos y Canadá. El episodio fue escrito por John Shiban y Vince Gilligan, a partir de una historia de Frank Spotnitz. y fue dirigido por Kim Manners. El episodio es una historia del «monstruo de la semana», desconectada de la amplia mitología de la serie. «Field Trip» obtuvo una calificación Nielsen de 9,5, siendo visto por 15,40 millones de personas en su transmisión inicial. El episodio recibió críticas en gran parte positivas de los críticos de televisión.
El programa se centra en los agentes especiales del FBI Fox Mulder (David Duchovny) y Dana Scully (Gillian Anderson) que trabajan en casos relacionados con lo paranormal, llamados expedientes X. Mulder cree en lo paranormal, mientras que la escéptica Scully ha sido asignada para desacreditar su trabajo. En el episodio, el misterioso descubrimiento de dos esqueletos lleva a Mulder y Scully a investigar. Lo que descubren es un crecimiento fúngico gigante que hace que los agentes tengan dos episodios alucinógenos separados, que posteriormente se fusionan en una alucinación compartida. Los dos se salvan gracias a un equipo de rescate del FBI dirigido por Walter Skinner (Mitch Pileggi).
El episodio fue escrito para darle a la audiencia la oportunidad de ver los puntos de vista separados de Mulder y Scully durante sus alucinaciones. Los miembros del elenco y el equipo, así como los críticos, notaron que el episodio era una versión más seria del episodio de la quinta temporada «Bad Blood». Para prepararse para el episodio, los miembros del equipo de la serie investigaron diversa información sobre hongos, descomposición humana y geología de cuevas. Además, el episodio ha sido examinado críticamente debido a sus temas relacionados con la realidad alternativa y su uso del razonamiento abductivo.

## Argumento
En Boone, Carolina del Norte, Wallace (David Denman) y Angela Schiff (Robyn Lively) regresan a casa después de un día de caminata por el campo. Ángela tiene dolor de cabeza y, mientras se ducha, cree ver imágenes de una sustancia amarilla corriendo por las paredes. Angela y Wallace se van a la cama abrazados, pero a medida que la cámara avanza, la escena cambia a sus restos óseos en la misma posición en medio de un campo. Los agentes especiales del FBI Fox Mulder (David Duchovny) y Dana Scully (Gillian Anderson) investigan y después de un examen más detallado de los huesos, los dos encuentran una extraña sustancia amarilla que cubre la parte inferior de los esqueletos que no se detectó en el examen original. Mulder, creyendo que los cuerpos son el resultado de las famosas luces de Brown Mountain, se dirige a la escena del descubrimiento mientras Scully se queda atrás con el forense (Jim Beaver) para realizar más pruebas.
Cuando Mulder llega a los campos, sin darse cuenta, pasa por encima de una parcela de hongos que libera una nube de esporas alucinógenas. Mulder, sin que el espectador lo sepa, comienza a alucinar. Pronto descubre a Wallace y Angela en una cueva, y los dos afirman que fueron abducidos por extraterrestres, que encubrieron su desaparición con esqueletos falsos. Más tarde, Scully llega al departamento de Mulder y él le explica a Scully lo que pasó. Él le muestra un extraterrestre que capturó en Brown Mountain. Scully, sin embargo, acepta su razonamiento sin cuestionar y Mulder comienza a dudar de su entorno. Finalmente, después de ver la sustancia amarilla, al igual que la vio Angela, Mulder se despierta en la cueva a la que siguió a Wallace antes, cubierto de la secreción amarilla, siendo digerido vivo.
Mientras tanto, Scully descubrió que la sustancia amarilla consiste principalmente en material orgánico que se encuentra en los jugos digestivos, aunque parece una planta. Al llegar al campo, Scully accidentalmente pisa otro hongo y comienza a alucinar. Scully y el forense comienzan a buscar a Mulder, solo para encontrar sus restos óseos. De vuelta en la oficina del forense, Scully identifica los restos de Mulder de sus registros dentales, pero no encuentra evidencia de la secreción en el esqueleto. Más tarde, en el velorio de Mulder, Mulder aparece, claramente vivo. De repente, la congregación del velorio desaparece. Mientras Mulder y Scully discuten lo sucedido, ambos comienzan a darse cuenta de que todavía están en la cueva siendo digeridos por la sustancia mientras están en coma; de alguna manera, están compartiendo la misma alucinación. Cuando se están danda cuenta, ambos despiertan, en las profundidades de la cueva y Mulder lucha por encontrar su camino a la superficie arrastrando a Scully detrás de él a la seguridad.
Más tarde, en la oficina de Walter Skinner (Mitch Pileggi), Mulder comienza a dudar una vez más de que sean libres y le pide a Scully que nombre cualquier tipo de droga que haga que sus efectos se detengan una vez que los usuarios saben que están alucinando. Scully está incrédula hasta que Mulder prueba su punto disparándole a Skinner en el pecho; la sustancia amarilla rezuma de las heridas de bala. Una vez más, su entorno se desvanece cuando se despiertan bajo tierra nuevamente en la cueva. Mulder mete la mano a través del techo de tierra mientras Skinner y un equipo de rescate logran ubicarlos, sacarlos y llevarlos a la seguridad de una ambulancia. Una vez dentro de la ambulancia, Mulder y Scully se dan la mano débilmente.

## Producción

### Escritura

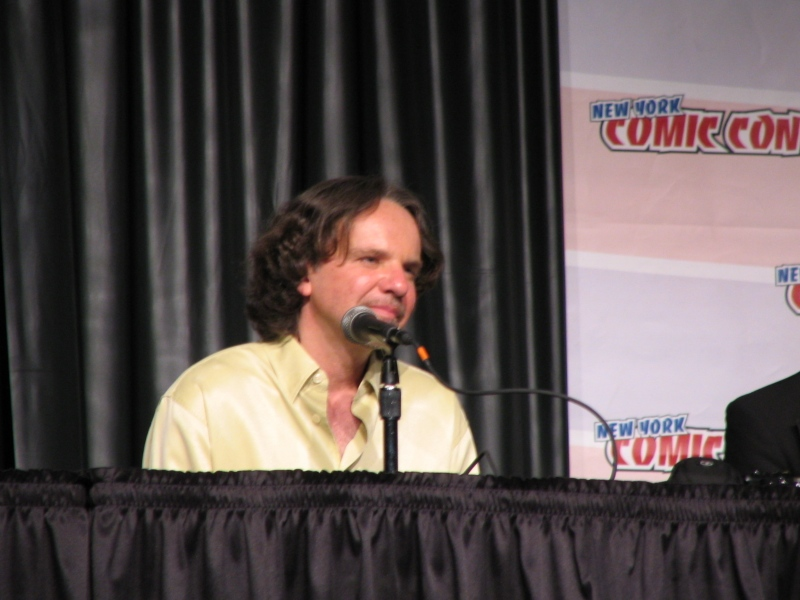
El episodio fue escrito por el productor ejecutivo Frank Spotnitz.

«Field Trip» fue escrito por el productor ejecutivo Frank Spotnitz, quien describió el proceso de escritura como «una experiencia». El guion pasó por varias fases; originalmente, se suponía que el guion presentaría a Mulder siendo perseguido por un monstruo en una cueva sellada. Luego, se cambió el guion para incluir tanto a Mulder como a Scully. Finalmente, la historia se modificó para que Mulder y Scully simplemente creyeran que estaban sepultados en lo profundo de una cueva, y Mulder finalmente descubrió que todo era una alucinación.
Spotnitz señaló que el concepto del episodio entusiasmó a muchos miembros del equipo: «Nunca habíamos hecho un X-Files como este. Podríamos explorar las diferencias de Mulder y Scully al ver los extremos de sus dos alucinaciones, una versión seria de lo que hicimos cómicamente en la última temporada en “Bad Blood”». Esto presentó una oportunidad para que Mulder confrontara a su compañera con el hecho de que normalmente tiene razón, lo que resultó en una respuesta de Scully, afirmando el hecho.
Spotnitz calificó el episodio como un «juego mental maravilloso», pero le preocupaba que la historia y el ritmo intrincados pudieran confundir al espectador. Para aplacar estas preocupaciones, John Shiban y Vince Gilligan fueron asignados para finalizar el guion. Una vez que se terminó el guion, Spotnitz sintió que la historia se había vuelto mucho más comprensible; estaba particularmente complacido con la forma en que Shiban y Gilligan mostraron a Mulder y Scully pisando los hongos como una forma sutil de indicar su exposición inicial al hongo alucinógeno. Gilligan señaló que «otra cosa realmente importante que hicimos fue asegurarnos de que la audiencia no pensara que Mulder y Scully no estaban realmente en peligro, que todo era un sueño, como toda esa temporada de Dallas hace unos años Por eso nos aseguramos de que se dieran cuenta de que la sustancia pegajosa del hongo los mataría».

### Investigación, rodaje y efectos

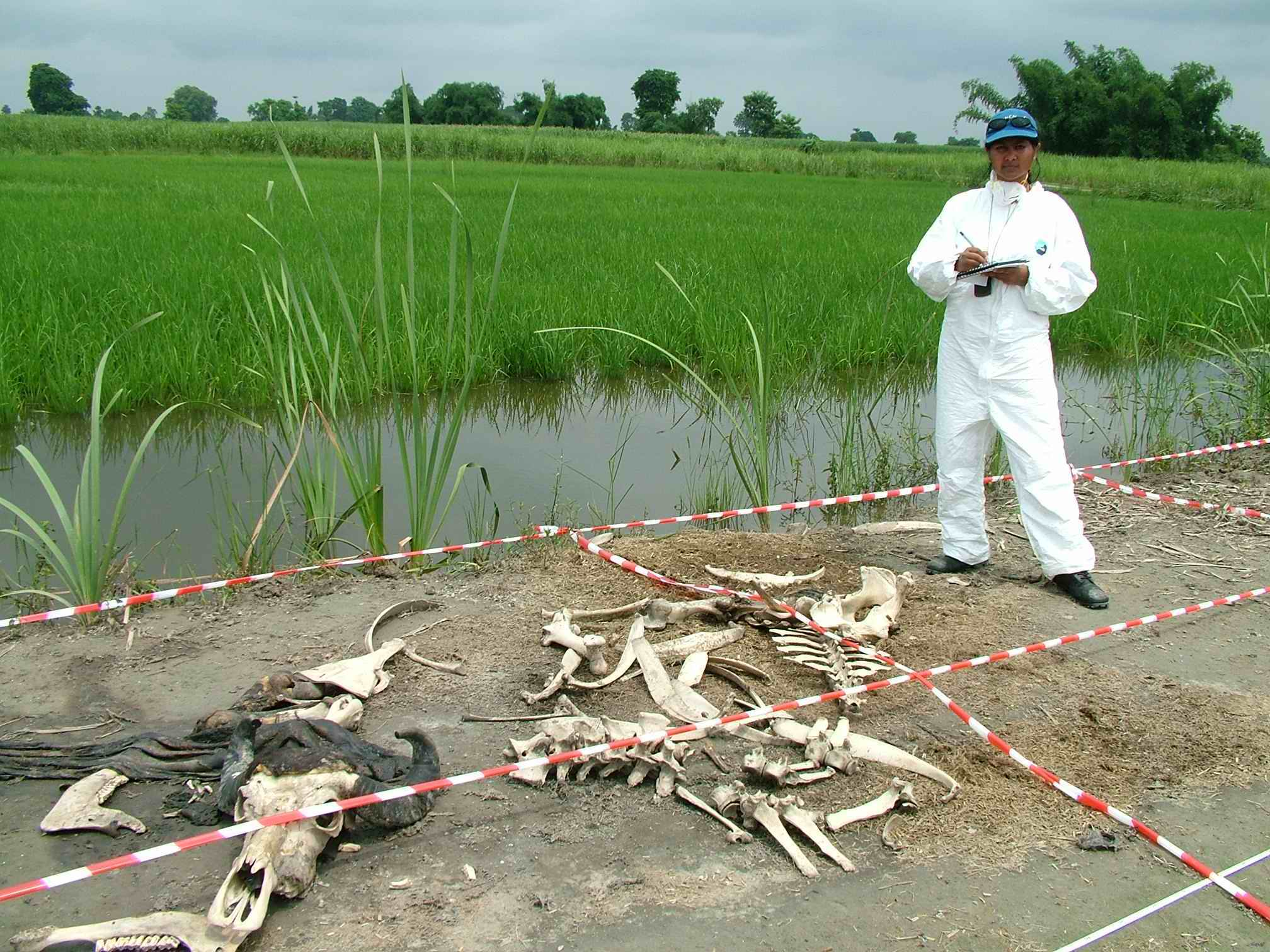
Lee Smith, investigador de la serie, consultó una granja de cadáveres para ver cómo se descomponen los restos bajo tierra.

Lee Smith, investigador de la serie, consultó con investigadores de la granja de cadáveres, una instalación de 30 acres operada por el Departamento de Antropología de la Universidad de Tennessee. La instalación enterró restos humanos donados y estudió las etapas de descomposición.
Al coordinador de efectos especiales, John Vulich, se le encomendó el diseño de hongos de fibra de vidrio «arácnidos, de dos metros y medio de altura». El diseñador de producción Corey Kaplan quería que Vulich diseñara los hongos para que parecieran «orgánicos y terrenales» en lugar de «alienígenas». El departamento de arte consultó varios libros de texto de geología para crear correctamente las estalagmitas y estalactitas para las escenas de la cueva. Una vez que se terminaron las vainas y la cueva, se transfirieron a los lotes de Fox Studios. La apertura de la cueva se filmó en Bronson Canyon, más notable por ser la ubicación de la Baticueva de Bruce Wayne en la serie de televisión Batman que se emitió en la década de 1960.
Para crear el efecto del «derretimiento» de Mulder y Scully, el productor de efectos especiales Bill Millar capturó un video de Gillian Anderson y David Duchovny en un video tridimensional de alta definición: los dos actores fueron escaneados digitalmente y los resultados fueron manipulados por una computadora. Millar señaló que, «cuando analizamos nuestra primera prueba, nos dimos cuenta de que no podíamos derretir a Mulder y Scully sin cierto grado de dificultad [...] Tenían que derretirse como estrellas de cine [...] sin que Gillian se vuelva en Margaret Thatcher y David en John Hurt como en El Hombre Elefante». Para compensar las dificultades, Millar usó un efecto de fusión de «vanguardia» que solo derritió partes de los rostros de los actores, manteniendo sus rasgos faciales intactos. Para otras tomas, Anderson y Duchovny tuvieron que soportar horas cubiertos por un espesante de alimentos aumentado con un tono enfermizo de colorante alimentario que reemplazaba la secreción de hongos. Anderson y Duchovny fueron literalmente enterrados bajo tierra para la escena final, con los actores vistiendo trajes de neopreno y cubiertos por el fluido vegetal y la tierra.

## Temas
La idea de realidades alternativas se había explorado en entradas anteriores de The X-Files de formas que M. Keith Booker llamó «relativamente conservadoras [...] que permiten la recuperación de las alternativas como una sola realidad “real”». Cita el episodio de la tercera temporada «Jose Chung's From Outer Space» como un ejemplo de un narrador defectuoso, y el episodio de la sexta temporada «How the Ghosts Stole Christmas» como un ejemplo de una realidad alternativa cómica.
Jerold J. Abrams y Elizabeth F. Cooke, en el libro The Philosophy of TV Noir argumentan que el episodio enfatiza el razonamiento abductivo, un tipo de lógica que va desde los datos o una descripción de algo hasta una hipótesis que da cuenta de los datos confiables y busca explicar la evidencia relevante. El razonamiento abductivo sigue la lógica: se observa un hecho sorprendente, C, (Resultado); Si A, la hipótesis, fuera verdadera, C tendría perfecto sentido (Regla); Por lo tanto, hay razón para sospechar que A es verdadero (Caso). Un ejemplo que se ha dado es: el césped está mojado. Pero si está lloviendo, entonces no sería sorprendente que el césped esté mojado. Por lo tanto, está lloviendo. Mulder prefiere este método lógico durante la mayor parte del programa. En este episodio, sin embargo, es Scully quien primero usa el método. Toma tres hechos separados: el tamaño masivo de algunos tipos de hongos, las propiedades alucinógenas de algunos hongos y la naturaleza carnívora de ciertos tipos de plantas, y formula una conclusión abductiva: ella y Mulder están atrapados bajo tierra, experimentando una alucinación y siendo digerido lentamente.
La lógica abductiva tiene tres partes. Primero, está el hecho sorprendente, también llamado resultado, de que tanto Mulder como Scully están alucinando, a pesar de no tomar ninguna droga. En segundo lugar, está la hipótesis de Scully, la regla, de que, si fuera cierta, la alucinación «sería una cuestión de rutina». En tercer lugar, está la conclusión, el caso, de que «hay una razón para sospechar [la hipótesis de Scully] como verdadera». Esta abducción, señalan Abrams y Cooke, es un ejemplo de abducción creativa, porque Scully se las arregla para juntar tres ideas separadas «creativamente». Mulder, sin embargo, luego llega a una conclusión abductiva. Mientras discute los hechos con Skinner, afirma que no está convencido, porque las drogas no desaparecen solo cuando uno nota sus efectos. Esta abducción también tiene tres partes. El resultado es el hecho sorprendente de que la fuga de Mulder y Scully parece problemática. La regla es que Mulder y Scully solo piensan que han escapado, pero en realidad todavía están bajo tierra y están siendo digeridos. Finalmente, el caso establece que «hay motivos para sospechar que» Mulder y Scully no han escapado del hongo. Este tipo de lógica es un ejemplo de abducción no codificada, porque es la regla más plausible entre muchas.

## Emisión y recepción
«Field Trip» se estrenó en la cadena Fox el 9 de mayo de 1999. Este episodio obtuvo una calificación Nielsen de 9,5, con una participación de 15, lo que significa que aproximadamente el 9,5 por ciento de todos los hogares equipados con televisión y el 15 por ciento de los hogares viendo televisión, sintonizaron el episodio. Fue visto por 15,38 millones de espectadores  así como por 9,4 millones de hogares. «Field Trip» fue el decimonoveno programa de televisión más visto durante la semana que finalizó el 9 de mayo. Fox promocionó el episodio con el lema «Seduce tu mente... y se alimenta de tu carne. Esta noche, Mulder y Scully se topan con una planta con gusto por la carne humana». El nombre de Dean Haglund está mal escrito en los créditos iniciales como Dean Haglung.
El episodio recibió elogios de la crítica. Emily VanDerWerff de The A.V. Club calificó el episodio como uno de los «10 episodios imperdibles» de la serie y lo citó como un ejemplo del cambio sutil de la serie «de una colección de cuentos de monstruos a algo más parecido a un intento de explicar la parte más oscura de la obsesión de Estados Unidos con las narrativas pulp». Finalmente, concluyó que «Field Trip» mostró «cómo la serie nunca volvería a ser tan buena como sus mejores temporadas, pero aún podría ser notablemente efectiva». En una reseña posterior, VanDerWerff otorgó al episodio una «A» y lo llamó «uno de mis episodios favoritos de la sexta temporada de The X-Files» debido a su análisis de lo que Mulder y Scully desean del mundo, y al hecho de que el episodio argumenta que «los misterios solo pueden resolverse si ambas personas trabajan para resolverlos». Robert Shearman y Lars Pearson, en su libro Wanting to Believe: A Critical Guide to The X-Files, Millennium & The Lone Gunmen, calificaron el episodio con cinco estrellas de cinco. Los dos compararon positivamente el episodio con el episodio «Bad Blood», señalando que el episodio «[es] un recauchutado de esos temas de “Bad Blood”». Sin embargo, además, Shearman y Pearson señalaron que «[el episodio] no solo se burla de las convenciones del programa de ciencia ficción de larga duración, sino que invita a su audiencia a cuestionar las verdades que nos rodean y que damos por sentado».
Earl Cressey de DVD Talk llamó a «Field Trip» como uno de los «puntos destacados de la sexta temporada». Tom Kessenich, en su libro Examinations: An Unauthorized Look at Seasons 6–9 of the X-Files escribió positivamente sobre el episodio, diciendo que «[la relación de Mulder y Scully en el episodio] va mucho más allá del amor, el respeto o la amistad y trasciende incluso el toque de sus manos que simboliza su unión final al final. […] Su conexión es tan fuerte, tan poderosa que incluso comparten las mismas alucinaciones inducidas por narcóticos. Almas gemelas de hecho». Kessenich luego nombró el episodio como uno de los «25 mejores episodios de todos los tiempos» de The X-Files, clasificándolo en el número 25. Paula Vitaris de Cinefantastique le dio al episodio una crítica moderadamente positiva y le otorgó dos estrellas y media de cuatro. A pesar de señalar que el episodio «no hace mucho con su premisa de realidad/alucinación», Vitaris elogió la actuación de Duchovny y Anderson, señalando que sus actuaciones fueron «los principales placeres» del episodio.
El principal antagonista del episodio, el hongo del campo, recibió críticas en su mayoría positivas de los críticos, con algunos detractores. Connie Ogle de PopMatters clasificó al «hongo subterráneo gigante» entre los «mejores» monstruos de la semana, y lo describió como «demasiado astuto para terminar en una pizza». Timothy Sexton de Yahoo! Voices nombró a la «seta gigante» como uno de los «Mejores monstruos de la semana de X-Files», y escribió: «En el episodio “Field Trip” de X-Files las cosas simplemente no son lo que parecen. [...] Pero cuando afirmo que un hongo gigante es uno de los monstruos de la semana de X-Files más memorables, puedes apostar que hablo en serio». No todas las críticas fueron tan positivas. Cyriaque Lamar de io9 llamó al hongo uno de «Los 10 monstruos más ridículos de X-Files» y escribió: «Mulder y Scully conquistan esta pesadilla micológica luchando juntos durante un viaje de drogas: una verdadera mierda de plano astral, brah. Me encanta el CGI de la década de 1990».